# Óscar Golden
Óscar Isaac Goldenberg Jiménez (Calarcá; 16 de septiembre de 1946 - Bogotá; 29 de julio de 2008), más conocido por su nombre artístico Óscar Golden, fue un cantautor y músico colombiano perteneciente a la denominada "Nueva ola" de la música latinoamericana, que tocó a Colombia en 1971.

## Biografía
Óscar Golden fue hermano de la actriz Diana Golden, nacionalizada mexicana y radicada en México desde la década de los 80's. La Nueva ola, que fue impulsada en Colombia por Radio Quince y tomó la denominación de "ye ye" y "go go", tuvo uno de sus momentos de mayor visibilidad en la gira Milo a-gó-gó.
Golden triunfó en las grandes discotecas colombianas de la época con nombres como "El infierno ye ye" o "La mamut rosa". Fue sin duda uno de los más célebres intérpretes criollos de la denominada Nueva Ola en Colombia, entre los que se encuentran nombres como Vicky, Harold, Claudia de Colombia, Emilce, Fausto, Billy Pontoni. Golden perteneció al grupo de Estudio 15, que conducía el locutor y discjockey Alfonso Lizarazo.
Entre sus éxitos se encuentran Zapatos de pom pom, El romance del cacique y la cautiva, Boca de Chicle, Embriágame, Ideas cortas Cabellos largos, Sol en el andén, Contigo porque te quiero, entre otras.
Falleció en la clínica El Country en Bogotá en la madrugada del 29 de julio de 2008 después de luchar contra un cáncer de hígado y de páncreas que le fueran detectados dos meses antes de cumplir los 62 años de edad. Sus restos fueron velados en la funeraria Cristo Rey y posteriormente cremados en el cementerio Jardines de Paz, sus cenizas fueron arrojadas a la Represa del Sisga.

## Discografía
- 1965 Estudio 15 Presenta (Estudio 15)
- 1967 Óscar Golden 67 (Estudio 15)
- 1973 Óscar Golden (CBS Records)
- 1974 Señora Mía (Caytronics)
- 1976 Especialmente Para Tí
- 1979 Golden Hit's
- 1982 Llorando Me Dormí
- Disco de Oro
- Vivo Cantando
- Oyeme
- Rumbo A Las Estrellas

## Filmografía
- 1971 Bajo el ardiente sol/La Insaciable